# Mafičnost
Mafičnost je izraz, s katerim se v mineralogiji in geologiji označuje silikatne minerale, magme, lave in kamnine z veliko vsebnostjo  magnezija in železa (latinsko: ferrum). Izraz je izpeljan iz imen obeh omenjenih elementov.
Večina mafičnih mineralov je temne barve in ima gostoto večjo od 3 g/cm3. Med najpogostejše mafične minerale spadajo olivin, piroksen, amfibol in biotit, med mafične kamnine pa bazalt in gabro.
Mafične kamnine so s kemijskega stališča na nasprotni strani kamninskega spektra od felzičnih kamnin in v grobem ustrezajo starejšemu razredu bazičnih kamnin.
Mafična lava ima v primerjavi s felzično lavo manjšo vsebnost silicijevega dioksida in zato nižjo viskoznost. Voda in druge hlapne komponente zato iz nje laže in postopoma izparijo, zato so ognjeniški izbruhi manj eksplozivni od izbruhov felzične lave. Večina ognjenikov z mafično lavo je na oceanih, na primer na Havajih.

## Zgodovina
Izraz mafičen je mešanica »magnezija« in »železa« in so ga skovali Charles Whitman Cross, Joseph P. Iddings, Louis V. Pirsson in Henry Stephens Washington leta 1912. Crossova skupina je pred tem razdelila glavne kamninsko oblikovane minerale, ki jih najdemo v magmatskih kamninah, v salične minerale, kot so kremen, glinenci in femične minerale, kot sta olivin in piroksen. Vendar so bili sljude in amfiboli, bogati z aluminijem, izključeni, medtem ko so bili nekateri kalcijevi minerali, ki vsebujejo malo železa ali magnezija, kot sta volastonit ali apatit, vključeni v femične minerale. Cross in njegovi sopreiskovalci so pozneje pojasnili, da sljude in aluminijevi amfiboli pripadajo ločeni kategoriji alferičnih mineralov. Nato so uvedli izraz mafičen za feromagnezijeve minerale vseh vrst, namesto izraza femag, ki ga je leta 1911 skoval A. Johannsen in katerega zvok jim ni bil všeč.

## Minerali
Izraz mafičen se še vedno pogosto uporablja za temno obarvane feromagnezijeve minerale. Sodobne klasifikacijske sheme, kot je klasifikacija magmatskih kamnin Mednarodne zveze geoloških znanosti (IUGS), vključujejo nekatere svetle feromagnezijeve minerale, kot je melilit, v frakciji mafičnega minerala. Dodatni minerali, kot sta cirkon ali apatit, so prav tako lahko vključeni v mafično mineralno frakcijo za namene natančne klasifikacije.

## Kamnine
Kemično so mafične kamnine včasih definirane kot kamnine z vsebnostjo silicijevega dioksida med 45 in 55 wt%, kar ustreza vsebnosti silicijevega dioksida v bazaltu v klasifikaciji IUGS. Takšne kamnine so obogatene z železom, magnezijem in kalcijem ter so običajno temne barve. V nasprotju s tem so felzične kamnine običajno svetle barve in obogatene z aluminijem in silicijem ter kalijem in natrijem. Mafične kamnine imajo običajno tudi večjo gostoto kot felzične kamnine. Izraz približno ustreza starejšemu osnovnemu kamninskemu razredu.
Mafična lava ima pred ohlajanjem nizko viskoznost v primerjavi s felzično lavo zaradi nižje vsebnosti kremena v mafični magmi. Voda in druge hlapne snovi lahko lažje in postopoma pobegnejo iz mafične lave. Posledično so izbruhi vulkanov iz mafične lave manj eksplozivno nasilni kot izbruhi felzične lave.
| Tekstura kamnine              | Ime                             |
| ----------------------------- | ------------------------------- |
| Pegmatitska                   | Gabro pegmatit                  |
| Grobozrnata (faneritska)      | Gabro                           |
| Grobozrnata in porfiritska    | Porfiritski gabro               |
| Finozrnata (afanitska)        | Bazalt                          |
| Finozrnata in porfiritska     | Porfiritski bazalt              |
| Piroklastična                 | Bazaltni tuf ali breča          |
| Mehurčkasta (vezikularna)     | Vezikularni bazalt              |
| Mandeljnasta (amigdaloidalna) | Bazalt mandljevec               |
| Mnogo majhnih mehurčkov       | Skorija                         |
| Steklasta                     | Tahilit, sideromelan, pelagonit |